# Cúp bóng đá Somalia
Cúp bóng đá Somalia là giải đấu bóng đá loại trực tiếp cao nhất của Somalia. Horseed là đội bóng thành công nhất với 4 chức vô địch.

## Chung kết
| Năm  | Vô địch             | Tỉ số              | Á quân        | Địa điểm      |
| ---- | ------------------- | ------------------ | ------------- | ------------- |
| 1977 | Lavori Publici      | –                  |               |               |
| 1978 | không thi đấu       | không thi đấu      | không thi đấu | không thi đấu |
| 1979 | Marine Club         | –                  |               |               |
| 1980 | Lavori Publici      | –                  |               |               |
| 1981 | Printing Agency     | –                  |               |               |
| 1982 | Horseed FC          | –                  |               |               |
| 1983 | Horseed FC          | –                  |               |               |
| 1984 | Waxcol              | –                  |               |               |
| 1985 | FC Petroleum        | –                  |               |               |
| 1986 | Marine Club         | –                  |               |               |
| 1987 | Horseed FC          | –                  |               |               |
| 2002 | Dekedaha FC         | –                  |               |               |
| 2003 | Banaadir Telecom FC | –                  |               |               |
| 2004 | Dekedaha FC         | –                  |               |               |
| 2005 | không rõ            | không rõ           | không rõ      | không rõ      |
| 2006 | không rõ            | không rõ           | không rõ      | không rõ      |
| 2007 | SITT Daallo         | 1–0                | Dekedaha FC   |               |
| 2008 | không rõ            | không rõ           | không rõ      | không rõ      |
| 2009 | không rõ            | không rõ           | không rõ      | không rõ      |
| 2010 | Feynuus FC          | 0–0, 2–0           | Dekedaha FC   |               |
| 2011 | không rõ            | không rõ           | không rõ      | không rõ      |
| 2012 | Banaadir SC         | 3–1                | Badbaado      |               |
| 2013 | không thi đấu       | không thi đấu      | không thi đấu | không thi đấu |
| 2014 | LLPP Jeenyo         | 4–2                | Heegan        |               |
| 2015 | Horseed FC          | 2–1                | Heegan        |               |
| 2016 | Jeenyo United       | 2–2 (aet, 4-1 pen) | Banaadir SC   |               |
| 2017 | Elman               | 1–0                | Jamhuuriya TB |               |